# Fortza Paris
Fortza Paris és un moviment polític regionalista actiu a Sardenya. Al seu manifest es declara proper al cristianisme democràtic, al liberalisme a la social democràcia i al federalisme.

## Història
Fou fundat el 2004 i sempre s'ha alineat amb les forces de centredreta. Disputa l'espai polític als Riformatori Sardi de Massimo Fantola i ha obtingut alguns resultats rellevant a les eleccions municipals.
A les eleccions regionals de Sardenya de 2004, aliat amb la Casa de les Llibertats, ha obtingut el 4,6% dels vots i 3 consellers regionals.
A les legislatives de 2008 el partit es va adherir a la llista de Silvio Berlusconi, Poble de la Llibertat. El candidat de Fortza Paris al Senat, Silvestro Ladu, fou el primer dels no elegits a la circumscripció sarda.
La tardor de 2008 el secretari nacional Pasquale Onida anuncià l'ingrés di Fortza Paris al PdL, a les eleccions regionals de Sardenya de 2009.
A les eleccions legislatives italianes de 2013, Silvestro Ladu es va presentar al Senat dins les llistes del PdL, però no fou reelegit.